# Rafael William
Rafael William Dias Pinheiro, noto semplicemente come Rafael William (Salto, 30 settembre 2001), è un calciatore brasiliano, portiere del Maringá in prestito dal Coritiba.

## Carriera
Cresciuto nei settori giovanili di Cruzeiro e Coritiba, ha esordito in Série A con il Coxa il 12 giugno 2022, nella partita persa per 0-2 contro il Palmeiras. L'8 luglio seguente prolunga fino al 2026 con il club del Paraná.

## Statistiche

### Presenze e reti nei club
Statistiche aggiornate al 26 novembre 2022.
| Stagione        | Squadra         | Campionato      | Campionato | Campionato | Coppe nazionali | Coppe nazionali | Coppe nazionali | Coppe continentali | Coppe continentali | Coppe continentali | Altre coppe | Altre coppe | Altre coppe | Totale | Totale |
| Stagione        | Squadra         | Comp            | Pres       | Reti       | Comp            | Pres            | Reti            | Comp               | Pres               | Reti               | Comp        | Pres        | Reti        | Pres   | Reti   |
| --------------- | --------------- | --------------- | ---------- | ---------- | --------------- | --------------- | --------------- | ------------------ | ------------------ | ------------------ | ----------- | ----------- | ----------- | ------ | ------ |
| 2022            | Coritiba        | A+A1/PA         | 6+2        | -14 + -1   | CB              | 0               | 0               | -                  | -                  | -                  | -           | -           | -           | 8      | -15    |
| Totale carriera | Totale carriera | Totale carriera | 8          | -15        |                 | 0               | 0               |                    | -                  | -                  |             | -           | -           | 8      | -15    |

## Palmarès

### Club

#### Competizioni statali
- Campionato Paranaense: 1

Coritiba: 2022